# Wittlohe
Wittlohe ist ein 128 Einwohner zählendes, niedersächsisches Dorf im Landkreis Verden. Es gehört zur Gemeinde Kirchlinteln und befindet sich im Kleinbahnwinkel.

## Geschichte
Am 1. Juli 1972 wurde Wittlohe in die Gemeinde Kirchlinteln eingegliedert.

## Politik
Ortsvorsteher ist Dieter Hestermann.

## Kultur und Sehenswürdigkeiten
- Das Dorf ist durch weite Waldgebiete geprägt.
- Wittlohe ist Standort der evangelisch-lutherischen St.-Jakobi-Kirche, die im Jahr 1894 errichtet wurde. Die an anderer Stelle stehende Vorgängerkirche stammte aus dem 13. Jahrhundert, deren Kirchenschiff wurde 1908, der Kirchturm 1928 abgerissen.[3]
- Der älteste Profanbau im Landkreis Verden ist das Wittloher Kapitelhaus aus dem 13. Jahrhundert, in welchem auch lange Gericht gehalten wurde. Es wird auch Backhaus genannt und diente später als Gefängnis, Jugendherberge, Wasch- und Backhaus.[4]

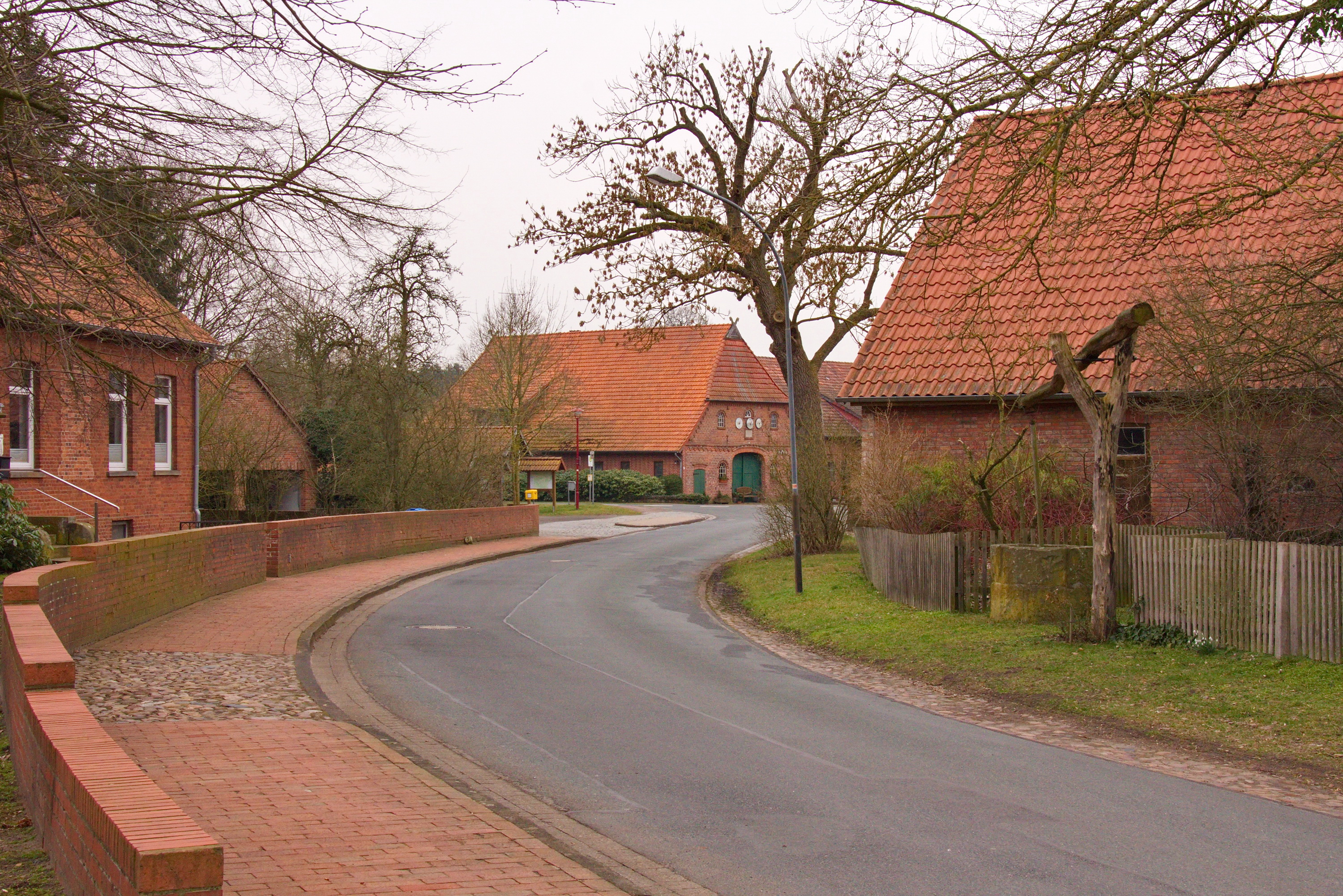
Ortsblick in Wittlohe
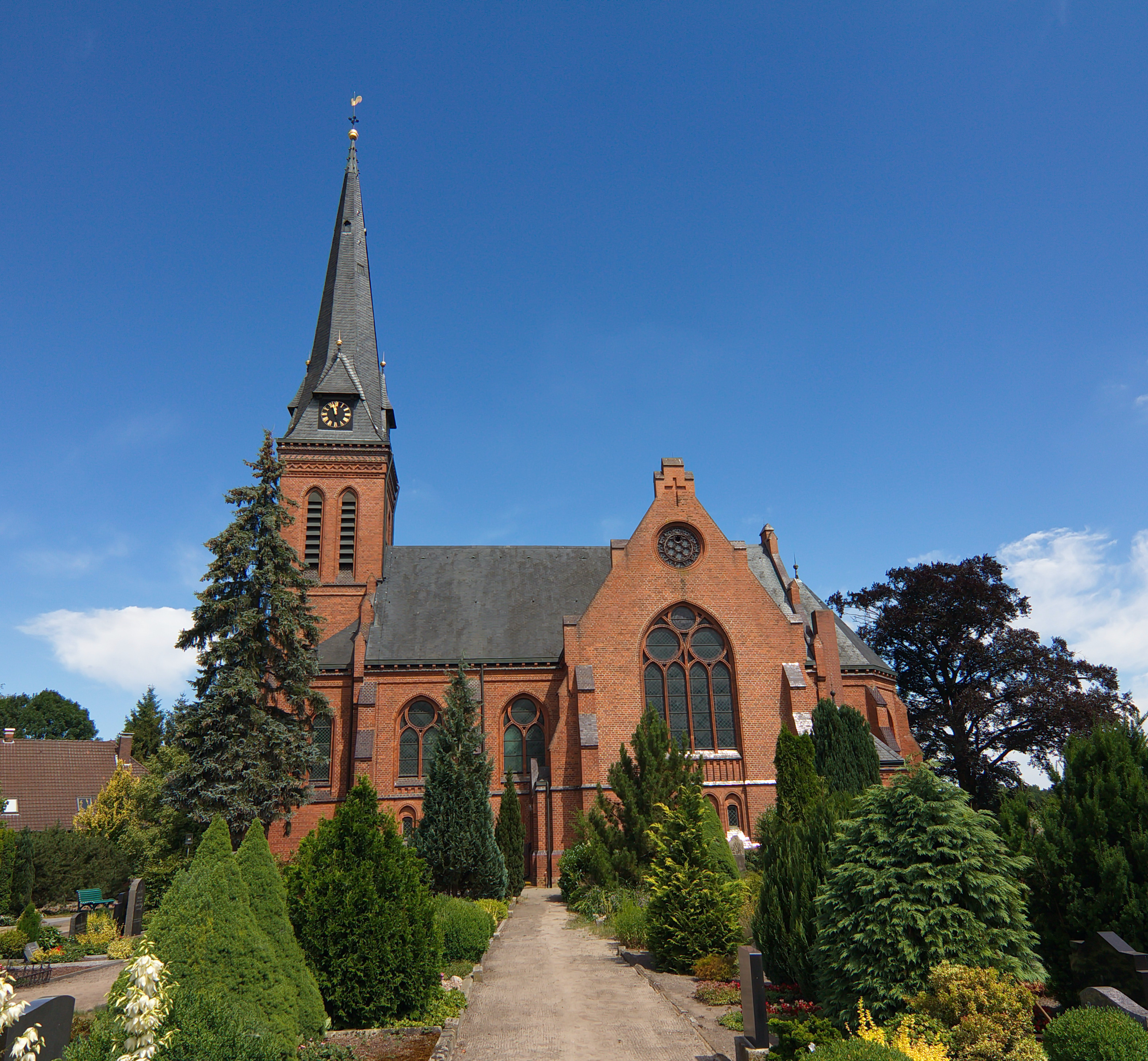
St.-Jakobi-Kirche
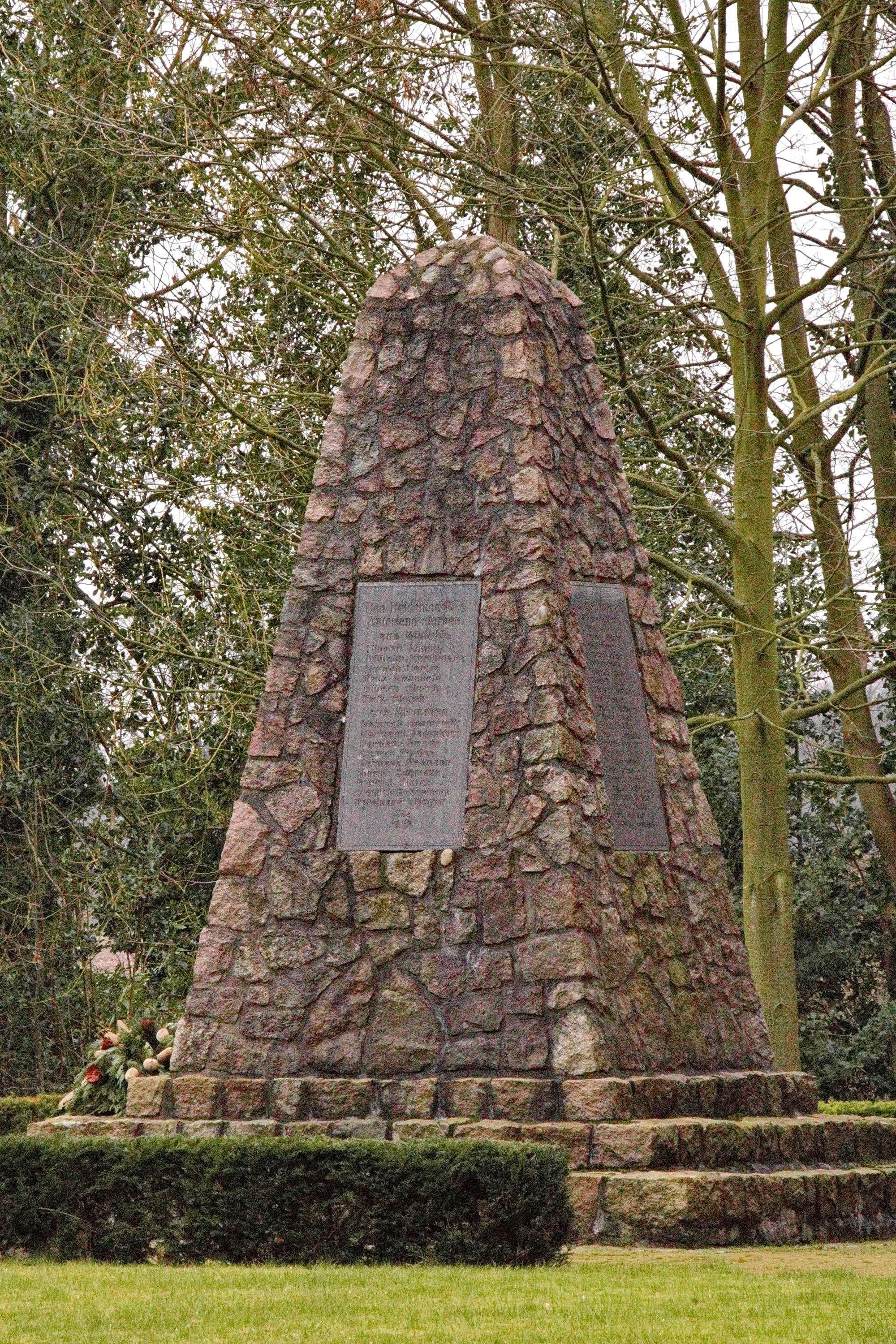
Kriegerdenkmal